# Мальта (село)
Мальта́ (от бурятского слова мойл~мойһон — «черёмуха», мойлто — «черёмуховое место») — село в Усольском районе Иркутской области. Расположено на берегах реки Белой в 8 км от Усолья-Сибирского.

## История
Люди здесь появились примерно 25—20 тысяч лет назад, о чём свидетельствуют раскопки обнаруженной неподалёку верхнепалеолитической стоянки «Мальта».
В 1675 году на этом месте образовалось село, принадлежавшее иркутскому Вознесенскому монастырю. Позднее, со строительством Транссибирской железной дороги, центр села переместился на правый, более пологий берег.
Во время ВОВ в Мальте был военно-учебный полк, где готовили Сибирскую дивизию. Сохранившимся напоминанием об этом историческом периоде являются остатки землянок, расположенные рядом с сельским кладбищем.
Во второй половине XX века село Мальта фактически срослось с посёлком городского типа Белореченский. В январе 2017 года жители села Мальта проголосовали за ликвидацию Мальтинского муниципального образования и вхождение села в Белореченское муниципальное образование. Несмотря на то, что фактически село Мальта и посёлок Белореченский уже давно составляют один населённый пункт, после объединения село Мальта юридически сохранило своё существование в составе Белореченского муниципального образования.

## Туризм
Прежде всего Мальта интересна как уникальный памятник палеолитической эпохи.
Кроме того, посёлок знаменит своими минеральными источниками: лечебно-столовая минеральная вода «Мальтинская» содержит жизненно важные микроэлементы: бром, фтор, цинк, селен. На берегу озера Мальта, содержащего лечебные грязи, в километре от железнодорожной станции Мальта Восточно-Сибирской железной дороги, расположен санаторий «Мальтинский». Там лечат заболевания костно-мышечной системы, нервной системы, а также заболевания органов пищеварения, органов дыхания, гинекологические и урологические заболевания. Само озеро создавалось плотиной на реке Мальтинка, где в своё время были мельница и водонапорная башня.
В паре километров северо-западнее Мальты имеется «солёное» озеро. 

## Известные уроженцы и жители
- Бархатова, Валентина Сергеевна (1924—1944) — советская танкистка, участница Великой Отечественной войны.